# Multon Partners
Multon Partners OOO (russisch Мултон партнерс) ist ein russischer Getränkehersteller, der mit den Marken Добрый (Dobry, Gut), Богатый (Bogaty, Reich), Моя семья (Moja Semja, Meine Familie), Innocent und BotanIQ auftritt. Sitz des Unternehmens ist Moskau.

## Geschichte
Das Unternehmen wurde 1995 unter dem Namen Multon in Sankt Petersburg gegründet.
Der Umsatz betrug 2004 330 Mio. USD.
2005 kauften die Coca-Cola Company und Coca-Cola HBC Multon für 501 Mio. USD. Die Namen der vorigen Eigentümer wurden nicht genannt, es sollen Dmitry Korzhev, Yuri Pilipenko und Dmitry Troitsky sein.
2005 bediente das Unternehmen etwa 25 % des Softdrinkmarktes Russlands.
Während des Russischen Überfalls auf die Ukraine 2022 wurde das Unternehmen in Multon Partners umbenannt und das bisher als Coca-Cola verkaufte Produkt als Dobryi Cola (Добрый кола, Gute Cola) weiter vertrieben.